# Prochenberg (Gemeinde Ybbsitz)
Prochenberg ist eine Ortschaft und eine Katastralgemeinde der Gemeinde Ybbsitz im Bezirk Amstetten in Niederösterreich.

## Geschichte
Laut Adressbuch von Österreich waren im Jahr 1938 in Prochenberg ein Glaser, ein Hammerschmied, zwei Schmiede, ein Tischler, ein Viehhändler und einige Landwirte ansässig.

## Siedlungsentwicklung
Zum Jahreswechsel 1979/1980 befanden sich in der Katastralgemeinde Prochenberg insgesamt 83 Bauflächen mit 31227 m² und 58 Gärten auf 189725 m², 1989/1990 waren es 81 Bauflächen. 1999/2000 war die Zahl der Bauflächen auf 112 angewachsen und 2009/2010 waren es 99 Gebäude auf 143 Bauflächen.

## Landwirtschaft
Die Katastralgemeinde ist landwirtschaftlich geprägt. 360 Hektar wurden zum Jahreswechsel 1979/1980 landwirtschaftlich genutzt und 378 Hektar waren forstwirtschaftlich geführte Waldflächen. 1999/2000 wurde auf 319 Hektar Landwirtschaft betrieben und 429 Hektar waren als forstwirtschaftlich genutzte Flächen ausgewiesen. Ende 2018 waren 308 Hektar als landwirtschaftliche Flächen genutzt und Forstwirtschaft wurde auf 426 Hektar betrieben. Die durchschnittliche Bodenklimazahl von Prochenberg beträgt 20,3 (Stand 2010).